# Розтоцька сільська рада (Кременецький район)
Розто́цька сільська́ ра́да — адміністративно-територіальна одиниця та орган місцевого самоврядування у Кременецькому районі Тернопільської області. Адміністративний центр — село Розтоки.

## Загальні відомості
- Територія ради: 29,51 км²
- Населення ради: 1 139 осіб (станом на 2001 рік)

## Населені пункти
Сільській раді підпорядковані населені пункти:
- с. Розтоки

## Склад ради
Рада складається з 16 депутатів та голови.
- Голова ради: Дармограй Володимир Лукянович
- Секретар ради: Шаплай Галина Степанівна

### Керівний склад попередніх скликань
| Прізвище, ім'я, по батькові   | Основні відомості                                                               | Дата обрання | Дата звільнення |
| ----------------------------- | ------------------------------------------------------------------------------- | ------------ | --------------- |
| Дармограй Володимир Лукянович | Сільський голова, 1960 року народження, освіта середня спеціальна               | 26.03.2006   | 31.10.2010      |
| Дармограй Володимир Лукянович | Сільський голова, 1960 року народження, освіта середня спеціальна, безпартійний | 31.10.2010   |                 |

Примітка: таблиця складена за даними сайту Верховної Ради України

### Депутати
За результатами місцевих виборів 2010 року депутатами ради стали:

#### За суб'єктами висування
| Суб'єкт висування | Кількість обраних депутатів | %   |
| ----------------- | --------------------------- | --- |
| Самовисування     | 16                          | 100 |

#### За округами
| № округу | Прізвище, ім'я, по батькові  | Дата визнання обраним | Освіта  | Партійна приналежність | Відомості про обраного депутата                     |
| -------- | ---------------------------- | --------------------- | ------- | ---------------------- | --------------------------------------------------- |
| 1        | Бездощук Галина Василівна    | 02.11.2010            | вища    | позапартійна           | Дит. Садок с. Розтоки, зав. Дит. садка              |
| 2        | Садовик Святослав Петрович   | 02.11.2010            | середня | член Народної партії   | тимчасово не працює                                 |
| 3        | Садовик Олексій Степанович   | 02.11.2010            | середня | член Народної партії   | «Кремліс», майстер лісу                             |
| 4        | Сімчук Валентина Степанівна  | 02.11.2010            | вища    | позапартійна           | Розтоківська загальноосвітня школа, вчитель         |
| 5        | Фендич Галина Іванівна       | 02.11.2010            | середня | позапартійна           | Дит.садок Розтоки, помічник вихователя              |
| 6        | Колос Людмила Василівна      | 02.11.2010            | вища    | позапартійна           | Розтоківська загальноосвітня школа, вчитель         |
| 7        | Садовик Василь Степанович    | 02.11.2010            | середня | член Народної партії   | Агрофірма «СВС», робочий                            |
| 8        | Шаплай Галина Степанівна     | 02.11.2010            | середня | член Народної партії   | Розтоки с/рада, секретар                            |
| 9        | Драч Микола Васильович       | 02.11.2010            | середня | член Народної партії   | Кременець лісгосп, майстер лісу                     |
| 10       | Садовик Сергій Степанович    | 02.11.2010            | середня | позапартійний          | Розтоківська загальноосвітня школа, старший кочегар |
| 11       | Довгалюк Людмила Василівна   | 02.11.2010            | вища    | позапартійна           | Розтоківська загальноосвітня школа, директор ЗОШ    |
| 12       | Процюк Надія Тимофіївна      | 02.11.2010            | вища    | член Народної партії   | Розтоківська загальноосвітня школа, вчитель         |
| 13       | Коцюба Олександр Іванович    | 02.11.2010            | вища    | член Народної партії   | Розтоки с/рада, землевпоРядник                      |
| 14       | Березовська Надія Степанівна | 02.11.2010            | вища    | позапартійна           | Розтоківська загальноосвітня школа, вчитель         |
| 15       | Костюк Святослав Петрович    | 02.11.2010            | середня | член Народної партії   | Розтоки БК, художній керівник                       |
| 16       | Тріщук Василь Васильович     | 02.11.2010            | середня | член Народної партії   | тимчасово не працює                                 |